# Índice de niebla de Gunning
En lingüística, el índice de niebla de Gunning es una prueba de legibilidad para la escritura en inglés. El índice calcula los años de educación formal que necesita una persona para entender el texto en la primera lectura. Por ejemplo, un índice de niebla de 12 requiere el nivel de lectura de un estudiante de último curso de secundaria de Estados Unidos (unos 18 años). El test fue desarrollado en 1952 por Robert Gunning, un empresario estadounidense que había trabajado en la edición de periódicos y libros de texto.
El índice de niebla se suele utilizar para confirmar que un texto puede ser leído fácilmente por el público al que va dirigido. Los textos destinados a un público amplio suelen necesitar un índice de niebla inferior a 12. Los textos que requieren una comprensión casi universal suelen necesitar un índice inferior a 8.
| Índice de niebla | Nivel de lectura por grado                  |
| ---------------- | ------------------------------------------- |
| 17               | Graduado de la Universidad                  |
| 16               | Estudiante de último año de la universidad  |
| 15               | Universidad junior                          |
| 14               | Estudiante de segundo año de la universidad |
| 13               | Estudiante de primer año de universidad     |
| 12               | Escuela secundaria superior                 |
| 11               | Junior de secundaria                        |
| 10               | Estudiante de segundo año de secundaria     |
| 9                | Estudiante de primer año de secundaria      |
| 8                | Octavo grado                                |
| 7                | Séptimo grado                               |
| 6                | Sexto grado                                 |

## Cálculo
El índice de niebla de Gunning se calcula con el siguiente algoritmo:
- Seleccione un pasaje (por ejemplo, uno o varios párrafos completos) de unas 100 palabras. No omita ninguna frase;
- Determine la longitud media de las frases. (Divida el número de palabras por el número de frases);
- Cuente las palabras "complejas" de tres o más sílabas. No incluya nombres propios, jerga familiar ni palabras compuestas. No incluya sufijos comunes (como -es, -ed o -ing) como una sílaba;
- Sume la longitud media de la frase y el porcentaje de palabras complejas; y
- Multiplique el resultado por 0,4.

La formula completa es:
{\displaystyle 0.4\left[\left({\frac {\mbox{words}}{\mbox{sentences}}}\right)+100\left({\frac {\mbox{complex words}}{\mbox{words}}}\right)\right]}

### Limitaciones
Aunque el índice de niebla es una buena señal de texto difícil de leer, tiene sus límites. No todas las palabras complejas son difíciles. Por ejemplo, "interesante" no suele considerarse una palabra difícil, aunque tenga tres sílabas (tras omitir el sufijo común -ing). Una palabra corta puede ser difícil si la mayoría de la gente no la utiliza muy a menudo. La frecuencia de uso normal de las palabras influye en la legibilidad del texto.
Hasta los años 80, el índice de niebla se calculaba de forma diferente. La fórmula original contaba cada cláusula como una frase. Dado que el índice pretendía medir la claridad de expresión dentro de las frases, suponía que la gente veía cada cláusula como un pensamiento completo.
En la década de 1980, este paso se omitió en el cómputo del índice de niebla para la literatura. Quizá porque había que hacerlo manualmente. Judith Bogert, de la Universidad Estatal de Pensilvania, defendió el algoritmo original en 1985. Una revisión de la bibliografía posterior muestra que, en general, se recomienda el método más reciente.
No obstante, algunos siguen señalando que una serie de frases simples y cortas no significa que la lectura sea más fácil. En algunas obras, como La historia de la decadencia y caída del Imperio Romano de Gibbon, las puntuaciones de niebla utilizando los algoritmos antiguo y revisado difieren mucho. En una prueba de muestra se tomó una nota a pie de página al azar del texto: (#51: Dion, vol. I. lxxix. p. 1363. Herodian, l. v. p. 189.) y se utilizó una calculadora automatizada de niebla de Gunning, primero utilizando el recuento de frases, y luego el recuento de frases más cláusulas. La calculadora dio un índice de 19,2 utilizando sólo frases, y un índice de 12,5 al incluir cláusulas independientes. De este modo, el índice de niebla bajó del nivel de posgrado al de bachillerato.